# Surasak Thongoon
Surasak Thongoon (thailändisch สุรศักดิ์ ทองอ่อน, * 17. September 1994) ist ein thailändischer Fußballspieler.

## Karriere
Surasak Thongoon erlernte das Fußballspielen in der Jugendmannschaft des Dome FC in Pathum Thani. 2015 bis 2016 stand er beim Erstligisten Chainat Hornbill FC aus Chainat unter Vertrag. Hier kam er nicht zum Einsatz. Ende 2016 musste Chainat den Weg in die zweite Liga antreten. 2017 schloss er sich Air Force Central an. Der Club aus Bangkok spielte in der zweiten Liga, der Thai League 2. 2017 wurde er mit dem Club Vizemeister und stieg somit in die erste Liga auf. In der Thai League stand er 2018 sechsmal im Tor. Mit dem Club belegte er am Ende der Saison 2018 den letzten Tabellenplatz und musste somit nach einem Jahr wieder in die zweite Liga absteigen. 2019 stand er einmal im Tor des Zweitligisten. Ende 2019 gab der Verein bekannt, dass er sich aus der Liga zurückzieht. 2020 nahm ihn der Zweitligist Uthai Thani FC aus Uthai Thani unter Vertrag. Für Uthai Thani stand er 2020 einmal zwischen den Pfosten. Ende 2020 wurde sein Vertrag nicht verlängert. Am 1. Januar 2021 unterschrieb er einen Vertrag beim Drittligisten Lamphun Warriors FC. Mit dem Verein aus Lamphun spielte er sechsmal in der dritten Liga. Am Ende der Saison wurde man Meister der Northern Region. In den Aufstiegsspielen, der National Championship, belegte man ebenfalls den ersten Platz und stieg in die zweite Liga auf. Am Ende der Saison 2021/22 feierte er mit dem Verein die Meisterschaft der zweiten Liga und den Aufstieg in die erste Liga. Nach dem Aufstieg verließ er den Verein und schloss sich dem Drittligisten Phitsanulok FC an. Mit dem Verein aus Phitsanulok spielte er in der Northern Region der Liga. Am Ende der Saison 2022/23 wurde er mit dem Verein Meister der Region. In den Aufstiegsspielen zur zweiten Liga konnte man sich jedoch nicht durchsetzen. Nach 13 Ligaspielen wechselte er im Sommer 2023 zum Drittligaaufsteiger PT Satun FC. Der Verein spielte in der Southern Region der Liga. Hier kam er jedoch nicht zum Einsatz. Nach der Hinserie 2023/24 wurde der Vertrag aufgelöst. Den Rest der Saison spielte er bei dem Amateurclub Phachi City FC. Im September 2024 nahm ihn der Drittligist Chiangmai FC unter Vertrag. Mit dem Verein aus Chiangmai spielte er neunmal in der Northern Region der Liga.  Nach der Hinserie wechselte er im Dezember 2024 zu dem in der Western Region spielenden Samut Songkhram City FC.

## Erfolge
Air Force Central
- Thailändischer Zweitligavizemeister: 2017  ▲

Lamphun Warrior FC
- Thai League 3 – North: 2021/21  ▲
- Thai League 2: 2021/22  ▲

Phitsanulok FC
- Thai League 3 – North: 2022/23